# La Petite maison
Pour les articles homonymes, voir The Little House (homonymie).
Pour plus de détails, voir Fiche technique et Distribution.
La Petite maison (The Little House) est un court métrage d'animation réalisé par Wilfred Jackson pour les studios Disney, sorti au cinéma le 8 août 1952. Il est considéré comme une Silly Symphony non officielle. Il se base sur le livre pour enfants éponyme de Virginia Lee Burton (1908-1969) publié en 1942.

## Synopsis
Une petite maison a été construite un peu isolée sur une colline à la campagne. Mais l'urbanisation la rattrape... Par chance une famille décide de la démonter et la rebâtir à la campagne.

## Fiche technique
- Titre original : The Little House
- Autres titres[2] :
  -  France : La Petite maison
  -  Suède : Det Lilla huset, Lillstugan i storstaden
- Série : Silly Symphonies non officiel
- Réalisateur : Wilfred Jackson
- Scénario : Bill Peet, William Cottrell d'après Virginia Lee Burton
- Voix : Sterling Holloway (narrateur)
- Animation : Les Clark, Marc Davis, Clair Weeks
- Layout : Thor Putnam, McLaren Stewart
- Décors : Claude Coats, Ray Huffine
- Effets d'animation : George Rowley
- Producteur : Walt Disney
- Production : Walt Disney Productions
- Distributeur : RKO Radio Pictures
- Format d'image : Couleur (Technicolor)
- Son : Mono (RCA Sound System)
- Durée : 7 min
- Langue : (en)
- Pays de production:  États-Unis
- Date de sortie : 8 août 1952[1]

## Voix françaises
- Bernard Alane : le narrateur

## Commentaires
La maison est un personnage doté de caractère et de traits anthropomorphes tels que des yeux.